# Char de la ville
 (juin 2025).
Si vous disposez d'ouvrages ou d'articles de référence ou si vous connaissez des sites web de qualité traitant du thème abordé ici, merci de compléter l'article en donnant les références utiles à sa vérifiabilité et en les liant à la section « Notes et références ».

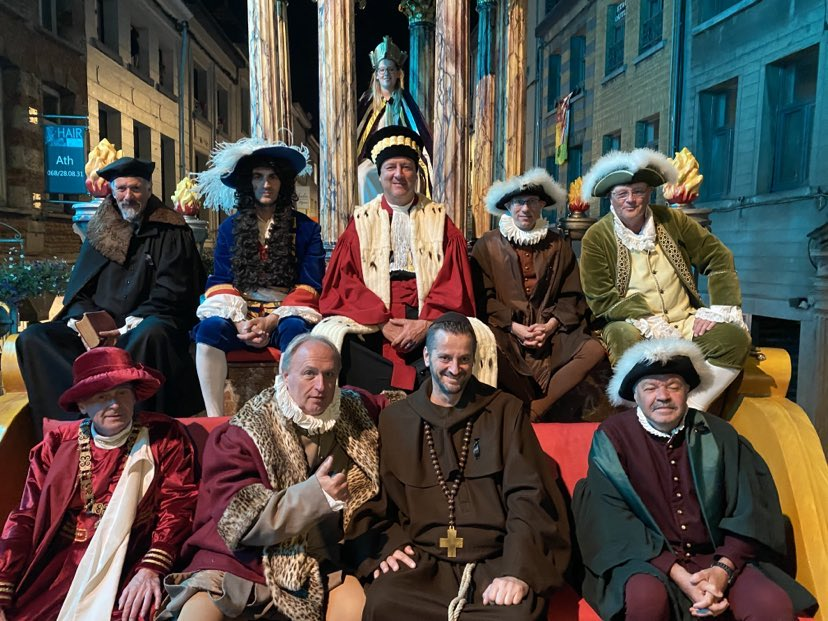
Ducasse 2023 retour vers les hangars...

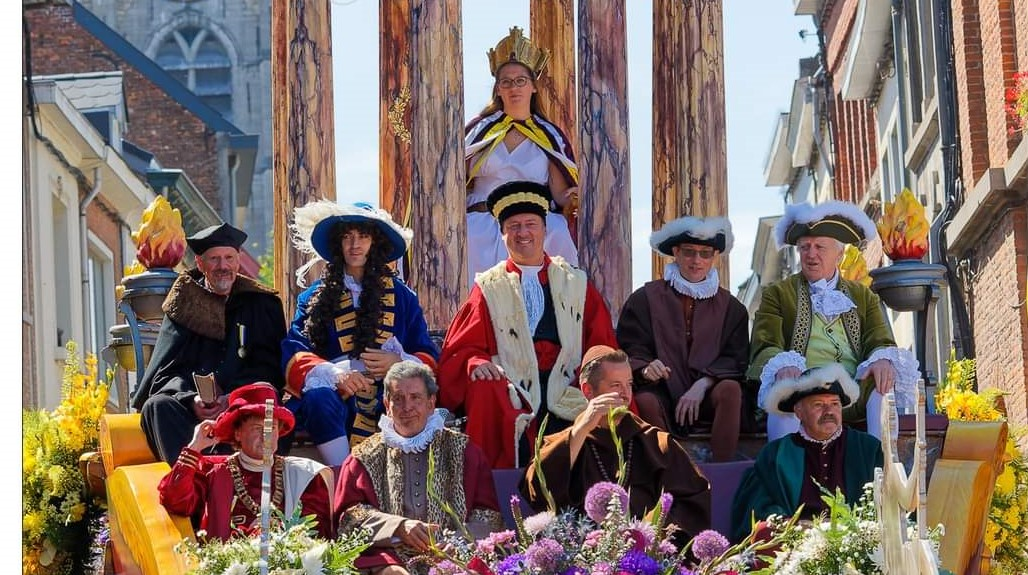
Ducasse 2022

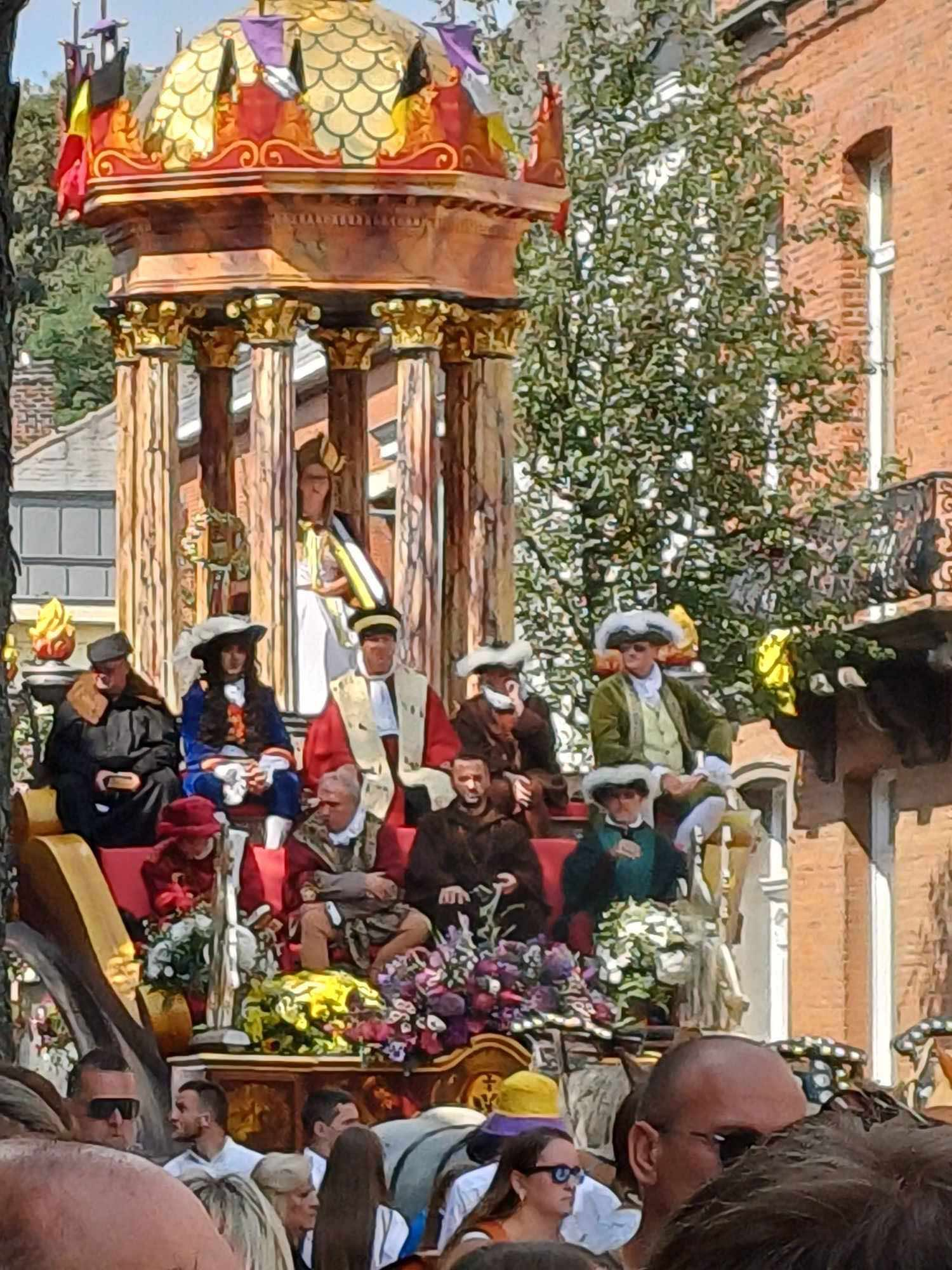
Ducasse 2024

Le char de la ville est un char du Cortège  de la Ducasse d'Ath, qui a lieu le 4ème dimanche du mois d'août.
Conçu en 1850, il est le successeur du char de la Ville qui figurait dans la procession depuis 1715. La déesse de la ville siège dans un temple monoptère à 8 colonnes, au-dessus des personnalités qui ont illustré l'histoire de la cité.Il est tiré par un attelage de 6 chevaux de trait. C'est le char le plus lourd du cortège de la Ducasse. Le Char a été restauré cette année 2024. 
On découvre ainsi:
- Jean Taisnier (1508-v.1562), musicien, astrologue et mathématicien. Il sera incarné en 2025 par Stephane Dubois.
- Michel De Bay (1513-1589), professeur à l'Université de Louvain, théologien du Concile de Trente . Il sera incarné en 2025 par Bernard Delepinne.
- Juste Lipse (1547-1603), célèbre humaniste, élève du Collège d'Ath. Il sera incarné en 2025 par Philippe Nys.
- Jean Zuallart (1541-1634), mayeur (maire) d'Ath de 1584 à 1634, auteur d'une description de la ville, pèlerin de Jérusalem. Il sera incarné en 2025 par Bernard Roussy.
- Jean III, baron de Trazegnies[1] (v. 1470-1550), châtelain d'Ath de 1540 à 1550. Il sera incarné en 2025 par Pascal Cocu.
- Jacques de Fariaux (1627-1695), gouverneur militaire d'Ath de 1690 à 1695. Il sera incarné en 2025 par Michael Andre.
- Simon de Bauffe (1676-1738), ingénieur militaire au service de l'Autriche. Il sera incarné en 2025 par Olivier Marlier.
- Louis Hennepin (né à Ath en 1626), il a exploré le Mississippi et laissé un récit de ses voyages. Il sera incarné en 2025 par Yorik Lecomte.
- Eugène Defacqz (1797-1871), membre du Congrès national puis premier président de la Cour de Cassation. Il est aussi un des fondateurs de l'Université Libre de Bruxelles aux côtés de Theodore Verhaegen.Il sera incarné en 2025 par Eric Guilmot.
- Le dixième personnage, seul personnage féminin représente la déesse de la Ville. Ses habits sont proches de ceux de Mademoiselle Victoire, de même pour la couronne et le sceptre.La déesse sera incarnée en 2025 par Mathilde Marbaix.